# Piotr Gruzinski

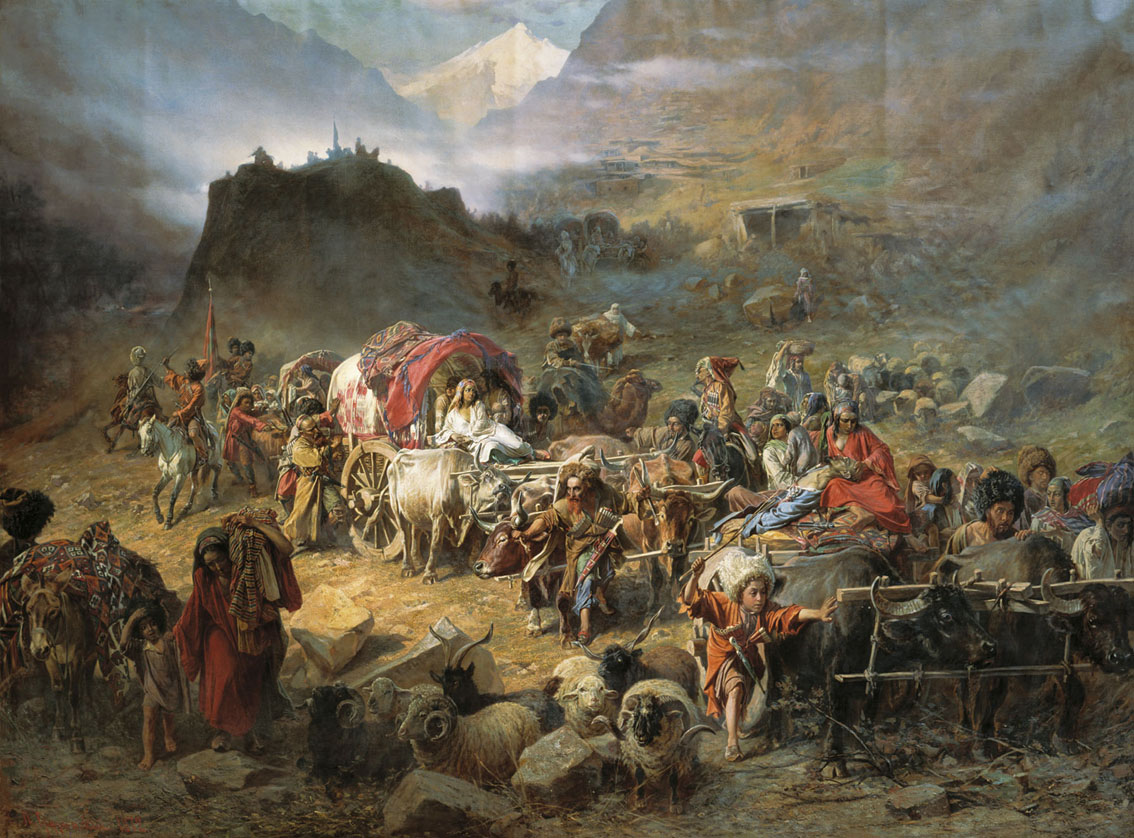
Los montañeses abandonan el aúl, de P. N. Gruzinski, 1872.

Piotr Nikoláievich Gruzinski (en ruso: Пётр Николаевич Грузинский; literalmente "Piotr el Georgiano"; 1837-1892) fue un artista ruso de origen georgiano conocido por sus pinturas de escenas bélicas de la Guerra del Cáucaso y del éxodo posterior de la población autóctona (véase Muhayir). Era un descendiente de la casa Mujrani-Gruzinski de la dinastía noble georgiana de los Bagrationi, que se trasladó al Imperio ruso en el siglo XVIII.